# Madina Taimazova
Madina Andreïevna Taimazova (en russe : Мадина Андреевна Таймазова), née le 30 juin 1999 à Sunzh, est une judokate russe originaire d'Ossétie concourant dans la catégorie de moins de 70 kg. Elle décroche une médaille de bronze aux Jeux olympiques d'été de 2020.

## Carrière
Madina Taimazova est double médaillée de bronze européenne : en 2020 à Prague et en 2021 à Lisbonne.
Elle est médaillée de bronze par équipe mixte aux championnats du monde 2019 à Tokyo.
Arrivée en demi-finale des moins de 70 kg aux Jeux olympiques d'été de 2020, elle est battue par la Japonaise Chizuru Arai par ippon après 12 min de golden score, soit 16 min au total de combat. Au bord de l'évanouissement, elle est sortie du tatami par son entraîneur et un officiel. L'œil droit tuméfié, elle revient pour son match pour la médaille de bronze et bat la Croate Barbara Matić pour monter sur le podium.
Elle remporte la médaille d'argent dans la catégorie des moins de 70 kg aux championnats d'Europe 2023 à Montpellier.

## Palmarès

### Compétitions internationales
| Année | Compétition           | Lieu        | Résultat | Catégorie         |
| ----- | --------------------- | ----------- | -------- | ----------------- |
| 2019  | Championnats du monde | Tokyo       | 3e       | Par équipes mixte |
| 2020  | Jeux olympiques       | Tokyo       | 3e       | Moins de 70 kg    |
| 2020  | Championnats d'Europe | Prague      | 3e       | Moins de 70 kg    |
| 2021  | Championnats d'Europe | Lisbonne    | 3e       | Moins de 70 kg    |
| 2023  | Championnats d'Europe | Montpellier | 2e       | Moins de 70 kg    |
| 2024  | Championnats du monde | Abou Dabi   | 3e       | Moins de 70 kg    |